# ¿Hay Corazón?
¿Hay Corazón?  fue un programa de televisión basado en el programa argentino creado por Promofilm, 12 corazones, conducido por Caterina Valentino y el astroanalista GustaHot. El programa era producido por Televen y su horario de emisión fue de lunes a viernes a partir de la 07:00 p. m.

## Formato
El programa está basado en el programa de TV Argentino creado por la productora Promofilm, 12 corazones, conducido originalmente por Andrea Politti, al aire durante el año 2003 por Canal 13. Actualmente, 12 Corazones es transmitido y producido por Telemundo. 
Su estreno fue anunciado para el 14 de febrero de 2012 junto al programa Se ha dicho. Cada programa contará con 12 participantes -correspondientes a los doce signos del zodíaco- ocho mujeres y cuatro hombres (en algunas ocasiones siendo invertido) que se reunirán para compartir sus historias de vida, comentar detalles de su pasado amoroso y poner a prueba sus experiencias. En el programa cada quién tendrá la oportunidad de hallar su alma gemela.

## Controversias

### Sanción
El 30 de julio de 2012 Televen sacó el programa de su programación regular, luego de una notificación de CONATEL, el organismo regulador de telecomunicaciones de Venezuela, que tuvo que ser trasladado al horario adecuado de 23:00 a 5:00 a. m. Leonardo Bigott, declaró que habían tenido en cuenta las regulaciones oficiales cuando se anunció por primera vez, y que el contenido del espectáculo cumplía con lo establecido por la ley. El programa, que tenía cinco meses y 12 días al aire, y unas semanas antes de la sanción había celebrado las 100 emisiones.
Anteriormente, en enero de 2011, la versión estadounidense del programa realizado por Telemundo, 12 Corazones, provocó también una exhortación de CONATEL a Televen para que sacara del aire el espacio, en virtud de que sus contenidos supuestamente no se ajustaban a la Ley de Responsabilidad Social en Radio y Televisión.
Después de su abrupta salida del aire ¿Hay corazón?, vuelve a la pantalla en octubre del mismo año con una serie de modificaciones después de que la Comisión Nacional de Telecomunicaciones de Venezuela hiciera un exhorto a Televen sobre el tono del programa. Entre dichas medidas se evitó trasladarlo del supervisado (7pm) al horario adulto (11pm). "El programa vuelve totalmente renovado (...) bajamos el tono a algunas cosas, siguiendo las recomendaciones del ente regulador. Modificamos la parte de los besos porque, a veces, la cosa se ponía muy intensa. Creo que ahora jugaremos un poco más con la sensualidad y el humor antes que con la sexualidad, que es la clave de 12 corazones de Telemundo", explicó la animadora Caterina Valentino. Además se elimina el tubo de pole dance.

### Crítica
El 25 de febrero de 2013 colectivos sociales exigieron mediante un pedido a la Defensoría del Pueblo la salida del aire del programa, esto según por "por ser televisión basura, ser un mal ejemplo, ser televisión denigrante (...). Viola la moral, la ética, valores y costumbres de nuestra idiosincrasia como pueblo. Coloca a la mujer como un objeto sexual nuevamente, y manipula y coacciona a nuestros jóvenes”.
En respuestas, el 27 de febrero la Corporación Televen C.A. envió un comunicado en el cual “rechaza los señalamientos realizados el lunes 25 de febrero de 2013, ante la Defensoría del Pueblo en contra del programa de producción nacional Hay Corazón, el cual ha logrado altos índices de audiencia, siendo en el horario transmitido el favorito de los televidentes”. En el texto, la planta televisiva asegura que con el pretexto de “denigrar contra la condición de la mujer y ser un mal ejemplo para los jóvenes”, se han emprendido acciones que consideran una competencia desleal en su contra. Señalaron además que Televen hace esfuerzos de producir una programación de calidad para toda la familia venezolana, en cumplimiento con la Ley de Responsabilidad Social en Radio, Televisión y Medios Electrónicos, para así contribuir al desarrollo de la industria televisiva del país y también a la generación de empleos.

### Salida del aire
El 23 de abril de 2013, CONATEL, junto con una orden del entonces ministro de Comunicación e Información, Ernesto Villegas, inicia un procedimiento administrativo sancionatorio por la transmisión del programa de producción nacional, decretando con ello la salida del aire de este espacio televisivo de su programación regular, esto después sucediendo de transmitir dos programas donde había la participación de niños. Ante la decisión, su animadora Caterina Valentino aclaró que el contenido que la audiencia vio en las dos ediciones fue un programa donde los niños iban, cantaban, se expresaban, se llama "Futuros Amigos", y es un poco lo que hace la franquicia 12 corazones en Los Ángeles. "Nosotros repetimos el formato, pero evidentemente mucho más ligero" explicó a CONATEL.
El horario que ocupaba el programa fue sustituido con los meses por otros programas realizados por Televen Tas pillao, Detrás de las cámaras y El avispero para los días martes, miércoles y jueves respectivamente. Los lunes y viernes se emitirían algún tipo de serie.

## Versiones
- La primera edición de 12 corazones fue hecha en Argentina. Salió al aire el lunes 13 de septiembre de 2003 por Canal 13 a las 15:00 conducido por la actriz Claribel Medina (puertorriqueña radicada en Argentina desde 1990).
- La versión venezolana del programa fue transmitida por Venevisión desde 10 de junio de 2004 hasta febrero de 2005 y era conducido por el animador Alex Goncalves, fue transmitido los jueves a las 8 de la noche, luego los miércoles a la misma hora y finalmente los domingos a las 11 de la noche.